# Jesús Lucendo
Jesús Julián Lucendo Heredia, född 19 april 1970 i Pedro Muñoz, är en spansk-andorransk före detta fotbollsspelare.

## Spelarkarriär

### Klubblagskarriär
Lucendo började spela fotboll med FC Barcelonas ungdomslag och fick något oväntat debutera för klubbens A-lag, då tränat av Johan Cruyff, i säsongspremiären av La Liga 1989/1990. I samma match debuterade Michael Laudrup och Ronald Koeman för klubben. Lucendo hade inte tränat med A-laget tidigare utan spelade för klubbens C-lag parallellt som han gjorde sin värnplikt. De 57 minuter han spelade innan han byttes ut blev de enda han spelade på elitnivå i hemlandet. Det osmickrande namngivna Lucendo-syndromet syftar på en fotbollsspelare som får chansen att spela på hög nivå, utan att lyckas, för att sedan försvinna från de stora arenorna.
Han flyttade senare till Andorra där Lucendo skulle komma att bli kvar till 2003 då han avslutade spelarkarriären.

### Landslagskarriär
Efter några år som bosatt i Andorra fick Lucendo andorranskt medborgarskap vilket gjorde honom tillgänglig för spel i Andorras landslag. Han spelade mellan 1996 och 2003 tjugonio landskamper för Andorra och gjorde på dem tre mål.